# چنداناییش اوپازیلا
چنداناییش اوپازیلا (به لاتین: Chandanaish) یک منطقهٔ مسکونی در بنگلادش است که در ناحیه چیتاگونگ واقع شده‌است. چنداناییش اوپازیلا ۲۰۱٫۹۹ کیلومتر مربع مساحت و ۱۷۲٬۸۴۳ نفر جمعیت دارد.